# Crambione bartschi
Crambione bartschi är en manetart som först beskrevs av Mayer 1910.  Crambione bartschi ingår i släktet Crambione och familjen Catostylidae. Inga underarter finns listade i Catalogue of Life.